# Henri Solveen
Henri Frédéric Hermann Solveen est un peintre et poète alsacien né en 1891 et mort en 1956.

## Biographie

### Jeunesse et formation
Henri Solveen est le fils d'Henri Jean Théodore Solveen, inspecteur aux chemins de fer, et de Madeline Niesz. Il effectue sa scolarité au Gymnase protestant puis à l'Oberrealschule de Strasbourg. Il étudie ensuite à l’École des arts décoratifs de Strasbourg entre 1905 et 1910, puis à l'Académie royale des Beaux-Arts de Leipzig jusqu'en 1912. Pendant la Première Guerre mondiale, il combat dans l'armée allemande sur le front russe. Peu après la fin du conflit, le 4 avril 1919, il épouse, à Strasbourg, Frieda Louise Kieffer.

### Carrière artistique et littéraire
Il est rédacteur en chef des Nouveaux Cahiers alsaciens (Neue Elsässer Hefte), qui paraissent de manière irrégulière entre novembre 1921 et novembre 1923, publiant des poésies, des articles littéraires et artistiques, des biographies en français, en allemand et en alsacien. Yvan Goll, Gustave Stoskopf ou encore René Schickele contribuèrent à cette revue.
En 1924, Solveen édite un livre luxueux, Arc, anthologie, rédigé en français, en allemand et en anglais, qui obtient une médaille d'or à l'Exposition des Arts décoratifs de Paris en 1925 pour la qualité de ses illustrations. En 1925 encore, il devient membre de l'Elsass-Lothringische wissenschaftliche Gesellschaft. Quatre ans plus tard, il publie Gibt es eine elsässische Literatur?, une importante étude sur la littérature alsacienne.
Solveen fait paraître en 1932 un second Arc, anthologie en 1932. La même année, il devient professeur à l’École des arts décoratifs de Strasbourg, fonction qu'il exerça jusqu'à son décès, à l'exception de sa période de mobilisation dans l'armée française en 1939-1940.
En 1937, Solveen fonde une nouvelle revue artistique et littéraire, la Revue du Rhin, rédigée en français, en allemand et en alsacien, dont la publication s'est arrêtée en septembre 1939.
Pendant la Seconde Guerre mondiale, il se remarie, le 6 juin 1940, à Périgueux, avec Marthe Catherine Berdoll.
L'œuvre artistique de Solveen est variée : peinture de paysages, portraits, illustrations de livres et d'almanachs, ex-libris, etc. Il illustra, entre autres, l'Elsass-Lothringischer Kunst- und Heimatkalender, qu'il publia de 1926 à 1933.
En 1949, Solveen est fait officier d'Académie pour services rendus aux arts et lettres.

### Politique et vie sociale

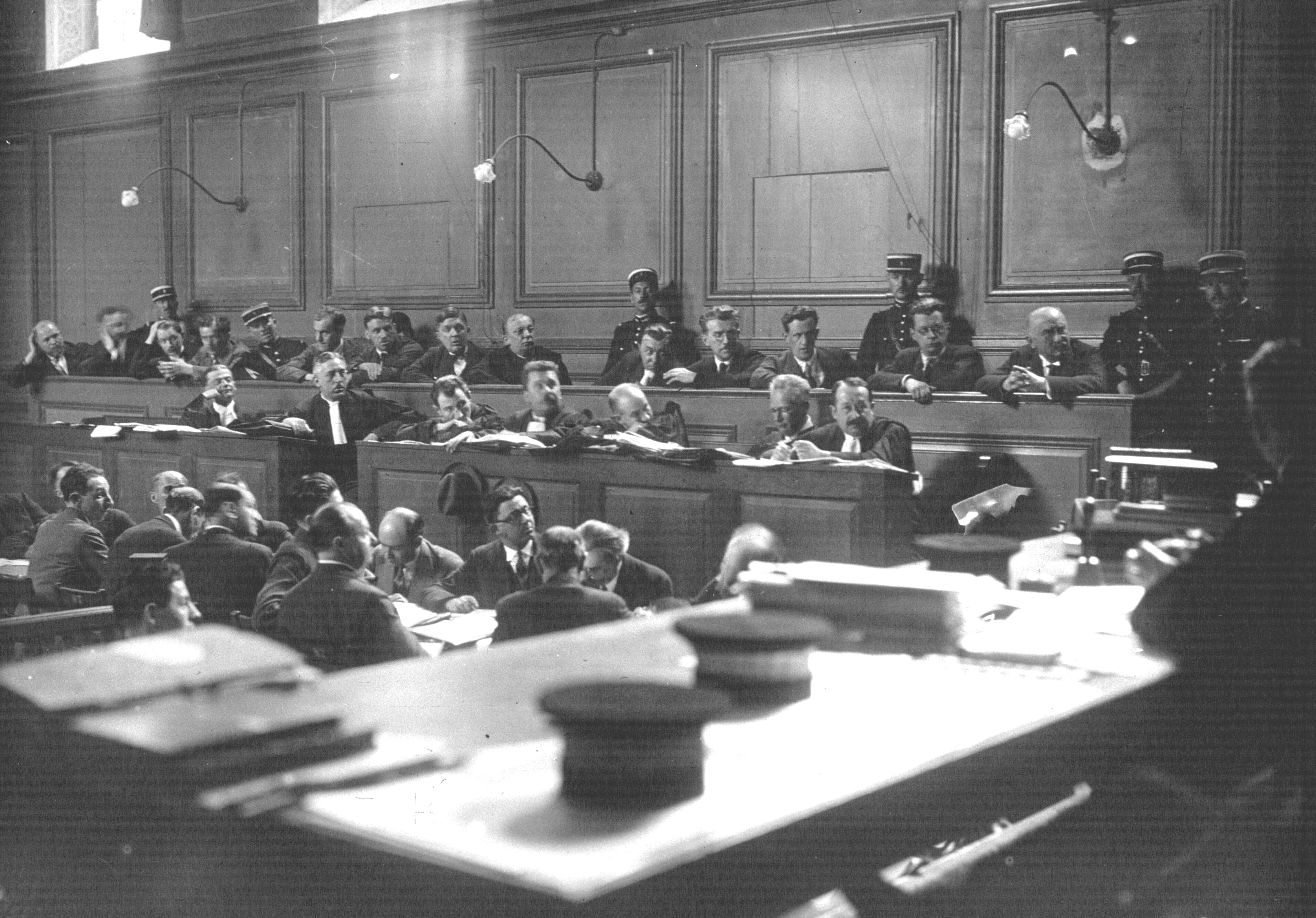
Procès des autonomistes alsaciens à Colmar en 1928 (Solveen est assis sur le banc des accusés, 5e en partant de la droite).

Arrêté à Strasbourg, sur la place Kléber, le soir du 31 décembre 1927, Solveen fait partie des accusés au procès des autonomistes alsaciens qui se tint à Colmar du 1er au 24 mai 1928. L'accusation lui reprochait ses liens avec l'Allemagne. Le sixième jour du procès, il déclara : « MM. les jurés savent que je suis peintre. J'ai obtenu de nombreuses médailles d'or à des expositions de Paris. De nombreuses revues françaises parlent avec éloge de mes œuvres. Je suis impliqué dans une accusation de complot, dont je ne sais pas un traître mot. J'estime qu'après avoir été détenu pendant cinq mois, j'ai le droit de savoir pourquoi je suis séparé depuis si longtemps des miens ».Charles Spindler témoigne en sa faveur le 19 mai. Le 24 mai 1928, Solveen est acquitté et libéré.
Le 17 novembre 1929, il ouvre la cérémonie d'inauguration de la statue du Meiselocker à Strasbourg, organisée par la municipalité autonomiste de Charles Hueber, par la déclamation d'un poème.
Solveen a réalisé des affiches électorales pour plusieurs autonomistes, ou régionalistes alsaciens.
Opposé à l'idéologie nazie, il eut des ennuis avec la police allemande pendant la période de l'annexion de fait de l'Alsace au Reich hitlérien. Marie-Joseph Bopp rapporte dans ses mémoires qu'il a dû se présenter trois fois à la Gestapo.

## Postérité
Solveen avait rassemblé une collection de 600 affiches réalisées entre 1890 et 1950 qui fut acquise en 1966 par la Bibliothèque nationale et universitaire de Strasbourg : ce fonds est à l’origine de la collection d’affiches de la bibliothèque,. La Bibliothèque nationale et universitaire de Strasbourg conserve également de nombreux textes manuscrits de Solveen et une partie de sa correspondance.

## Publications
- « Jean Sebas, ein elsässischer Dichter », Revue du Rhin, 1925.
- Gibt es eine elsässische Literatur? Ein Versuch zu ihrer Begriffserklärung, Strasbourg, Elsass-Lothringische Wissenchaftlische Gesellschaft, 1929.
- Kleine Bilder Galerie: Gedichte, Strasbourg, Éditions de la Revue du Rhin, 1939.
- Noms et figures, Toulouse, Papeteries et Éditions du Beffroi, 1947 (dessins et commentaires par Solveen).
- D'Schuld vum Edgar Wallace, Strasbourg, Radio Strasbourg, 1953
- 'S Hüss em Näwwel: e Spiel um Läwe un Doot, Strasbourg, Radio Strasbourg, 1955.
- Zwische Gescht un Morje, Strasbourg, Radio Strasbourg, 1956.
- Nacht un Daa: E Wyhnachtsspiel, Strasbourg, Radio Strasbourg, 1956.
- Die Gedichte vom Dasein, Strasbourg, 1956
- D'r Dokter Roskoff un syner Vater, Strasbourg, Radio Strasbourg, 1960.